# À travers les Flandres 2018
À travers les Flandres 2018 (en néerlandais : Dwars door Vlaanderen) est la 73e édition de cette course cycliste masculine sur route. Elle a lieu le 28 mars 2018 et fait partie du calendrier UCI World Tour 2018 en catégorie 1.UWT et constitue sa douzième épreuve. 

## Présentation
À travers les Flandres connaît en 2018 sa 73e édition. Elle est organisée par le KSV Waregem Vooruit et fait partie du calendrier de l'UCI World Tour depuis 2017. Pour cette édition, la course est déplacée dans le calendrier : elle a désormais lieu le mercredi précédant le Tour des Flandres, prenant la place des Trois jours de La Panne. Cela en fait un dernier test avant le Tour des Flandres. La distance est à cette occasion réduite d'une vingtaine de kilomètres,.

### Parcours
La course part de Roulers et suit un parcours de 180,1 km pour se terminer à Waregem. Le tracé commence par une longue section plate qui emmène les coureurs à l'Est de Roulers jusqu'à Waregem. Les coureurs quittent la ville et se dirige vers le sud. Le circuit se dirige vers le Mont de l'Enclus. Il est escaladé par la Bergstraat puis immédiatement redescendu pour atteindre la côte de Trieu. Cet enchaînement est répété une fois. Les coureurs montent ensuite le Kortekeer, directement suivi par le secteur pavé de Mariaborrestraat, du Steenbeekdries et du Taaienberg. Cette succession est également présente sur le parcours du Tour des Flandres. Le circuit descend ensuite vers Renaix où le Kruisberg est monté. La côte du Trieu est empruntée une troisième et dernière fois avant que le parcours ne se dirige résolument vers le nord et Waregem. Il devient alors identique à celui des années précédentes avec la Varentstraat, puis les trois dernières ascensions : le Tiegemberg, aussi appelé Vossenhol, l'Holstraat (nl) et le Nokereberg. Au sommet du Nokereberg, il reste environ 10 km pour rejoindre l'arrivée à Waregem.
| Mont | Nom                           | Km    | Revêtement | Longueur (m) | Pente moyenne | Pente maxi | Km de l'arrivée |
| ---- | ----------------------------- | ----- | ---------- | ------------ | ------------- | ---------- | --------------- |
| 1    | Mont de l'Enclus (Bergstraat) | 82,6  | asphalte   | 1 000        | 6,8 %         | 16 %       | 97,5            |
| 2    | Côte de Trieu                 | 90,0  | asphalte   | 1 900        | 4,9 %         | 11,8 %     | 90,1            |
| 3    | Mont de l'Enclus (Bergstraat) | 107,3 | asphalte   | 1 000        | 6,8 %         | 16 %       | 72,8            |
| 4    | Côte de Trieu                 | 114,8 | asphalte   | 1 900        | 4,9 %         | 11,8 %     | 65,3            |
| 5    | Kortekeer (nl)                | 122,4 | asphalte   | 900          | 6,5 %         | 9,8 %      | 57,7            |
| 6    | Steenbeekdries                | 125,7 | asphalte   | 600          | 4,5 %         | 8 %        | 54,4            |
| 7    | Taaienberg                    | 128,2 | pavés      | 530          | 6,6 %         | 15,8 %     | 51,9            |
| 8    | Kruisberg                     | 138,8 | asphalte   | 1 800        | 4,8 %         | 9 %        | 41,8            |
| 9    | Côte de Trieu                 | 147,0 | asphalte   | 1 900        | 4,9 %         | 11,8 %     | 33,1            |
| 10   | Tiegemberg                    | 159,2 | Asphalte   | 1 400        | 6,5 %         | 9 %        | 20,9            |
| 11   | Holstraat (nl)                | 163,5 | Asphalte   | 1 000        | 5,2 %         | 12 %       | 16,5            |
| 12   | Nokereberg                    | 171,1 | Pavés      | 500          | 5,7 %         | 6,7 %      | 9,0             |

En plus des monts, il y a trois secteurs pavés :
| Secteur | Nom              | Km    | Longueur (m) | Km de l'arrivée |
| ------- | ---------------- | ----- | ------------ | --------------- |
| 1       | Mariaborrestraat | 124,5 | 2 400        | 55,6            |
| 2       | Varentstraat     | 154,4 | 2 000        | 25,7            |
| 3       | Herlegemstraat   | 173,9 | 800          | 6,2             |

### Équipes
À travers les Flandres ayant été introduite au calendrier de l'UCI World Tour en 2017, les « World Teams » n'ont pas l'obligation d'y participer. Dix-sept d'entre elles sont présentes. La seule absente est l'équipe française Groupama-FDJ, dont le manager Marc Madiot estime « qu'il faut éviter l'indigestion de courses pour les coureurs. » Huit équipes continentales professionnelles sont invitées : les équipes belges Sport Vlaanderen-Baloise, Wanty-Groupe Gobert, Verandas Willems-Crelan et WB Aqua Protect, les équipes françaises Cofidis et Direct Energie, l'équipe irlandaise Aqua Blue Sport et l'équipe israélienne Israel Cycling Academy.
| WorldTeams (17)- Quick-Step Floors - BMC Racing Team - AG2R La Mondiale - Lotto Soudal - Trek-Segafredo - Movistar Team - EF Education First-Drapac p/b Cannondale - Astana - Team Sunweb - Sky - UAE Team Emirates - Bahrain-Merida - Katusha-Alpecin - Dimension Data - Lotto NL-Jumbo - Bora-Hansgrohe - Mitchelton-Scott Équipes continentales professionnelles (8)- Vérandas Willems-Crelan - Israel Cycling Academy - Direct Énergie - Cofidis, Solutions Crédits - Wanty-Groupe Gobert - Sport Vlaanderen-Baloise - WB-Aqua Protect-Veranclassic - Aqua Blue Sport |
| |

### Prix
À travers les Flandres attribue les prix suivants aux vingt premiers coureurs, pour un total de 40 000 € :
| Position | 1er      | 2e      | 3e      | 4e      | 5e      | 6e      | 7e      | 8e    | 9e    | 10e à 20e |
| Prix     | 16 000 € | 8 000 € | 4 000 € | 2 000 € | 1 600 € | 1 200 € | 1 100 € | 800 € | 400 € | 400 €     |

## Classements

### Classement de la course
| \| Classement général \| Classement général \| Classement général \| Classement général \| Classement général \| \| Coureur \| Coureur \| Pays \| Équipe \| Temps \| \| ------------------ \| -------------------- \| ------------------ \| ------------------------- \| ------------------ \| \| 1er \| Yves Lampaert \| Belgique \| Quick-Step Floors \| 4 h 09 min 40 s \| \| 2e \| Mike Teunissen \| Pays-Bas \| Team Sunweb \| + 2 s \| \| 3e \| Sep Vanmarcke \| Belgique \| EF Education First-Drapac \| + 2 s \| \| 4e \| Edvald Boasson Hagen \| Norvège \| Dimension Data \| + 2 s \| \| 5e \| Mads Pedersen \| Danemark \| Trek-Segafredo \| + 2 s \| \| 6e \| Zdeněk Štybar \| Tchéquie \| Quick-Step Floors \| + 29 s \| \| 7e \| Tiesj Benoot \| Belgique \| Lotto-Soudal \| + 30 s \| \| 8e \| Greg Van Avermaet \| Belgique \| BMC Racing Team \| + 59 s \| \| 9e \| Niki Terpstra \| Pays-Bas \| Quick-Step Floors \| + 59 s \| \| 10e \| Jasper Stuyven \| Belgique \| Trek-Segafredo \| + 59 s \| \| 11e \| Alejandro Valverde \| Espagne \| Movistar Team \| + 59 s \| \| 12e \| Gianni Moscon \| Italie \| Team Sky \| + 59 s \| \| 13e \| Timo Roosen \| Pays-Bas \| LottoNL-Jumbo \| + 59 s \| \| 14e \| Magnus Cort Nielsen \| Danemark \| Astana \| + 2 min 42 s \| \| 15e \| John Degenkolb \| Allemagne \| Trek-Segafredo \| + 2 min 42 s \| |                      |           |                           |                 |
| |                      |           |                           |                 |
| Source : ProCyclingStats |                      |           |                           |                 |
| Classement général |                      |           |                           |                 |
| Coureur | Coureur              | Pays      | Équipe                    | Temps           |
| 1er | Yves Lampaert        | Belgique  | Quick-Step Floors         | 4 h 09 min 40 s |
| 2e | Mike Teunissen       | Pays-Bas  | Team Sunweb               | + 2 s           |
| 3e | Sep Vanmarcke        | Belgique  | EF Education First-Drapac | + 2 s           |
| 4e | Edvald Boasson Hagen | Norvège   | Dimension Data            | + 2 s           |
| 5e | Mads Pedersen        | Danemark  | Trek-Segafredo            | + 2 s           |
| 6e | Zdeněk Štybar        | Tchéquie  | Quick-Step Floors         | + 29 s          |
| 7e | Tiesj Benoot         | Belgique  | Lotto-Soudal              | + 30 s          |
| 8e | Greg Van Avermaet    | Belgique  | BMC Racing Team           | + 59 s          |
| 9e | Niki Terpstra        | Pays-Bas  | Quick-Step Floors         | + 59 s          |
| 10e | Jasper Stuyven       | Belgique  | Trek-Segafredo            | + 59 s          |
| 11e | Alejandro Valverde   | Espagne   | Movistar Team             | + 59 s          |
| 12e | Gianni Moscon        | Italie    | Team Sky                  | + 59 s          |
| 13e | Timo Roosen          | Pays-Bas  | LottoNL-Jumbo             | + 59 s          |
| 14e | Magnus Cort Nielsen  | Danemark  | Astana                    | + 2 min 42 s    |
| 15e | John Degenkolb       | Allemagne | Trek-Segafredo            | + 2 min 42 s    |

### Classements UCI
À travers les Flandres distribue aux soixante premiers coureurs les points suivants pour le classement individuel de l'UCI World Tour (uniquement pour les coureurs membres d'équipes World Tour) et le Classement mondial UCI (pour tous les coureurs) :
| Position           | 1er | 2e  | 3e  | 4e  | 5e  | 6e  | 7e | 8e | 9e | 10e | 11e | 12e | 13e | 14e | 15e à 20e | 21e à 30e | 31e à 50e | 51e à 55e | 56e à 60e |
| Classement général | 300 | 250 | 215 | 175 | 120 | 115 | 95 | 75 | 60 | 50  | 40  | 35  | 30  | 25  | 20        | 12        | 5         | 2         | 1         |

#### Classements UCI World Tour à l'issue de la course
Ci-dessous, les classements individuel et par équipe de l'UCI World Tour à l'issue de la course. Alejandro Valverde, onzième de celle-ci, conserve la première place du classement individuel, devant Peter Sagan et Daryl Impey. Sep Vanmarcke, troisième de la course, arrive à la dixième place, tandis que Tiesj Benoot, septième à Waregem, passe de la sixième à la quatrième place du classement. Quick-Step Floors accroît son avance au classement par équipes.
| Rang | Coureur            | Équipe                    | Points |
| ---- | ------------------ | ------------------------- | ------ |
| 1er  | Alejandro Valverde | Movistar                  | 1079   |
| 2e   | Peter Sagan        | Bora-Hansgrohe            | 951    |
| 3e   | Daryl Impey        | Mitchelton-Scott          | 861.57 |
| 4e   | Tiesj Benoot       | Lotto-Soudal              | 861    |
| 5e   | Elia Viviani       | Quick-Step Floors         | 817    |
| 6e   | Arnaud Demare      | Groupama-FDJ              | 792    |
| 7e   | Simon Yates        | Mitchelton-Scott          | 760    |
| 8e   | Marc Soler         | Movistar                  | 745    |
| 9e   | Michał Kwiatkowski | Sky                       | 613.43 |
| 10e  | Sep Vanmarcke      | EF Education First-Drapac | 575    |

| Rang | Équipe            | Points  |
| ---- | ----------------- | ------- |
| 1er  | Quick-Step Floors | 3648    |
| 2e   | Mitchelton-Scott  | 3144.99 |
| 3e   | Movistar          | 2725    |
| 4e   | BMC Racing        | 2505.99 |
| 5e   | Bora-Hansgrohe    | 2347    |
| 6e   | Sky               | 2144.01 |
| 7e   | Bahrain-Merida    | 2079    |
| 8e   | Lotto-Soudal      | 1811    |
| 9e   | AG2R La Mondiale  | 1618    |
| 10e  | Astana            | 1446    |

## Liste des participants
- Liste de départ complète

| Légende | Légende                                                                    | Légende | Légende                                                    |
| ------- | -------------------------------------------------------------------------- | ------- | ---------------------------------------------------------- |
| Num     | Dossard de départ porté par le coureur sur cet À travers les Flandres      | Pos     | Position à l'arrivée de la course                          |
|         | Indique un maillot de champion national ou mondial, suivi de sa spécialité | NP      | Indique un coureur qui n'a pas pris le départ de la course |
| AB      | Indique un coureur qui n'a pas terminé la course                           | HD      | Indique un coureur qui a terminé la course hors des délais |
| DSQ     | Indique un coureur qui a été disqualifié de la course                      |         |                                                            |

| Quick-Step Floors QST                | Quick-Step Floors QST     | Quick-Step Floors QST |
| ------------------------------------ | ------------------------- | --------------------- |
| Num                                  | Coureur                   | Pos                   |
| 1                                    | Yves Lampaert (BEL)       | 1er                   |
| 2                                    | Elia Viviani (ITA)        | AB                    |
| 3                                    | Álvaro Hodeg (COL)        | 101e                  |
| 4                                    | Iljo Keisse (BEL)         | 43e                   |
| 5                                    | Maximiliano Richeze (ARG) | 36e                   |
| 6                                    | Zdeněk Štybar (CZE)       | 6e                    |
| 7                                    | Niki Terpstra (NED)       | 9e                    |
| Directeur sportif : Wilfried Peeters |                           |                       |

| BMC Racing BMC                    | BMC Racing BMC          | BMC Racing BMC |
| --------------------------------- | ----------------------- | -------------- |
| Num                               | Coureur                 | Pos            |
| 11                                | Greg Van Avermaet (BEL) | 8e             |
| 12                                | Jempy Drucker (LUX)     | 19e            |
| 13                                | Stefan Küng (SUI)       | 75e            |
| 14                                | Jürgen Roelandts (BEL)  | 27e            |
| 15                                | Alberto Bettiol (ITA)   | AB             |
| 16                                | Michael Schär (SUI)     | 25e            |
| 17                                | Francisco Ventoso (ESP) | 56e            |
| Directeur sportif : Fabio Baldato |                         |                |

| AG2R La Mondiale ALM              | AG2R La Mondiale ALM     | AG2R La Mondiale ALM |
| --------------------------------- | ------------------------ | -------------------- |
| Num                               | Coureur                  | Pos                  |
| 21                                | Oliver Naesen (BEL)      | AB                   |
| 22                                | Romain Bardet (FRA)      | 73e                  |
| 23                                | Gediminas Bagdonas (LTU) | 105e                 |
| 24                                | Nico Denz (GER)          | 48e                  |
| 25                                | Rudy Barbier (FRA)       | AB                   |
| 26                                | Tony Gallopin (FRA)      | AB                   |
| 27                                | Stijn Vandenbergh (BEL)  | 66e                  |
| Directeur sportif : Julien Jurdie |                          |                      |

| Lotto-Soudal LTS                  | Lotto-Soudal LTS       | Lotto-Soudal LTS |
| --------------------------------- | ---------------------- | ---------------- |
| Num                               | Coureur                | Pos              |
| 31                                | Tiesj Benoot (BEL)     | 7e               |
| 32                                | Lars Bak (DEN)         | 86e              |
| 33                                | Jasper De Buyst (BEL)  | 18e              |
| 34                                | Jens Debusschere (BEL) | AB               |
| 35                                | Nikolas Maes (BEL)     | AB               |
| 36                                | Jelle Wallays (BEL)    | 82e              |
| 37                                | Lawrence Naesen (BEL)  | 91e              |
| Directeur sportif : Herman Frison |                        |                  |

| Trek-Segafredo TFS             | Trek-Segafredo TFS   | Trek-Segafredo TFS |
| ------------------------------ | -------------------- | ------------------ |
| Num                            | Coureur              | Pos                |
| 41                             | John Degenkolb (GER) | 15e                |
| 42                             | Jasper Stuyven (BEL) | 10e                |
| 43                             | Kiel Reijnen (USA)   | 99e                |
| 44                             | Mads Pedersen (DEN)  | 5e                 |
| 45                             | Grégory Rast (SUI)   | 58e                |
| 46                             | Koen de Kort (NED)   | 110e               |
| 47                             | Ryan Mullen (IRL)    | 42e                |
| Directeur sportif : Dirk Demol |                      |                    |

| Movistar MOV                                   | Movistar MOV             | Movistar MOV |
| ---------------------------------------------- | ------------------------ | ------------ |
| Num                                            | Coureur                  | Pos          |
| 51                                             | Alejandro Valverde (ESP) | 11e          |
| 52                                             | Nairo Quintana (COL)     | 60e          |
| 53                                             | Carlos Barbero (ESP)     | 96e          |
| 54                                             | Jorge Arcas (ESP)        | 106e         |
| 55                                             | Héctor Carretero (ESP)   | 54e          |
| 56                                             | Nélson Oliveira (POR)    | AB           |
| 57                                             | Jasha Sütterlin (GER)    | 41e          |
| Directeur sportif : José Vicente García Acosta |                          |              |

| EF Education First-Drapac EFD     | EF Education First-Drapac EFD | EF Education First-Drapac EFD |
| --------------------------------- | ----------------------------- | ----------------------------- |
| Num                               | Coureur                       | Pos                           |
| 61                                | Sep Vanmarcke (BEL)           | 3e                            |
| 62                                | Taylor Phinney (USA)          | AB                            |
| 63                                | Sebastian Langeveld (NED)     | AB                            |
| 64                                | Mitchell Docker (AUS)         | 70e                           |
| 65                                | Sacha Modolo (ITA)            | 34e                           |
| 66                                | Tom Van Asbroeck (BEL)        | 93e                           |
| 67                                | Thomas Scully (NZL)           | 37e                           |
| Directeur sportif : Andreas Klier |                               |                               |

| Astana AST                          | Astana AST                | Astana AST |
| ----------------------------------- | ------------------------- | ---------- |
| Num                                 | Coureur                   | Pos        |
| 71                                  | Alexey Lutsenko (KAZ)     | AB         |
| 72                                  | Michael Valgren (DEN)     | AB         |
| 73                                  | Laurens De Vreese (BEL)   | 44e        |
| 74                                  | Truls Engen Korsæth (NOR) | AB         |
| 75                                  | Dmitriy Gruzdev (KAZ)     | 68e        |
| 76                                  | Hugo Houle (CAN)          | 29e        |
| 77                                  | Magnus Cort Nielsen (DEN) | 14e        |
| Directeur sportif : Lars Michaelsen |                           |            |

| Sunweb SUN                    | Sunweb SUN                 | Sunweb SUN |
| ----------------------------- | -------------------------- | ---------- |
| Num                           | Coureur                    | Pos        |
| 81                            | Edward Theuns (BEL)        | 24e        |
| 82                            | Søren Kragh Andersen (DEN) | 38e        |
| 83                            | Nikias Arndt (GER)         | 114e       |
| 84                            | Phil Bauhaus (GER)         | AB         |
| 85                            | Roy Curvers (NED)          | 40e        |
| 86                            | Lennard Hofstede (NED)     | 115e       |
| 87                            | Mike Teunissen (NED)       | 2e         |
| Directeur sportif : Marc Reef |                            |            |

| Sky SKY                            | Sky SKY                    | Sky SKY |
| ---------------------------------- | -------------------------- | ------- |
| Num                                | Coureur                    | Pos     |
| 91                                 | Gianni Moscon (ITA)        | 12e     |
| 92                                 | Kristoffer Halvorsen (NOR) | 111e    |
| 93                                 | Christopher Lawless (GBR)  | AB      |
| 94                                 | Jonathan Dibben (GBR)      | 59e     |
| 95                                 | Luke Rowe (GBR)            | 22e     |
| 96                                 | Ian Stannard (GBR)         | 79e     |
| 97                                 | Łukasz Wiśniowski (POL)    | 61e     |
| Directeur sportif : Servais Knaven |                            |         |

| UAE Emirates UAD                 | UAE Emirates UAD         | UAE Emirates UAD |
| -------------------------------- | ------------------------ | ---------------- |
| Num                              | Coureur                  | Pos              |
| 101                              | Alexander Kristoff (NOR) | 76e              |
| 102                              | Sven Erik Bystrøm (NOR)  | 32e              |
| 103                              | Simone Consonni (ITA)    | AB               |
| 104                              | Filippo Ganna (ITA)      | AB               |
| 105                              | Marco Marcato (ITA)      | 98e              |
| 106                              | Ben Swift (GBR)          | 80e              |
| 107                              | Oliviero Troia (ITA)     | AB               |
| Directeur sportif : Mario Scirea |                          |                  |

| Bahrain-Merida TBM                  | Bahrain-Merida TBM      | Bahrain-Merida TBM |
| ----------------------------------- | ----------------------- | ------------------ |
| Num                                 | Coureur                 | Pos                |
| 111                                 | Niccolò Bonifazio (ITA) | AB                 |
| 112                                 | Borut Božič (SLO)       | 67e                |
| 113                                 | Heinrich Haussler (AUS) | 23e                |
| 114                                 | Kristjan Koren (SLO)    | 78e                |
| 115                                 | David Per (SLO)         | AB                 |
| 116                                 | Luka Pibernik (SLO)     | AB                 |
| 117                                 | Iván García (ESP)       | AB                 |
| Directeur sportif : Tristan Hoffman |                         |                    |

| Katusha-Alpecin TKA                 | Katusha-Alpecin TKA          | Katusha-Alpecin TKA |
| ----------------------------------- | ---------------------------- | ------------------- |
| Num                                 | Coureur                      | Pos                 |
| 121                                 | Tony Martin (GER)            | 35e                 |
| 122                                 | José Gonçalves (POR)         | AB                  |
| 123                                 | Marco Haller (AUT)           | AB                  |
| 124                                 | Rick Zabel (GER)             | AB                  |
| 125                                 | Viatcheslav Kouznetsov (RUS) | 63e                 |
| 126                                 | Baptiste Planckaert (BEL)    | AB                  |
| 127                                 | Nils Politt (GER)            | 49e                 |
| Directeur sportif : Torsten Schmidt |                              |                     |

| Dimension Data DDD                          | Dimension Data DDD         | Dimension Data DDD |
| ------------------------------------------- | -------------------------- | ------------------ |
| Num                                         | Coureur                    | Pos                |
| 131                                         | Edvald Boasson Hagen (NOR) | 4e                 |
| 132                                         | Nicolas Dougall (RSA)      | 57e                |
| 133                                         |                            |                    |
| 134                                         | Ryan Gibbons (RSA)         | 95e                |
| 135                                         | Jay Robert Thomson (RSA)   | AB                 |
| 136                                         | Tom-Jelte Slagter (NED)    | AB                 |
| 137                                         | Julien Vermote (BEL)       | 47e                |
| Directeur sportif : Jean-Pierre Heynderickx |                            |                    |

| Lotto NL-Jumbo TLJ            | Lotto NL-Jumbo TLJ          | Lotto NL-Jumbo TLJ |
| ----------------------------- | --------------------------- | ------------------ |
| Num                           | Coureur                     | Pos                |
| 141                           | Dylan Groenewegen (NED)     | 81e                |
| 142                           | Maarten Wynants (BEL)       | 53e                |
| 143                           | Amund Grøndahl Jansen (NOR) | 30e                |
| 144                           | Tom Leezer (NED)            | AB                 |
| 145                           | Timo Roosen (NED)           | 13e                |
| 146                           | Danny van Poppel (NED)      | 17e                |
| 147                           | Gijs Van Hoecke (BEL)       | 77e                |
| Directeur sportif : Jan Boven |                             |                    |

| Bora-Hansgrohe BOH                   | Bora-Hansgrohe BOH        | Bora-Hansgrohe BOH |
| ------------------------------------ | ------------------------- | ------------------ |
| Num                                  | Coureur                   | Pos                |
| 151                                  | Michal Kolář (SVK)        | AB                 |
| 152                                  | Pascal Ackermann (GER)    | 55e                |
| 153                                  | Maciej Bodnar (POL)       | AB                 |
| 154                                  | Christoph Pfingsten (GER) | 21e                |
| 155                                  | Michael Schwarzmann (GER) | AB                 |
| 156                                  | Juraj Sagan (SVK)         | AB                 |
| 157                                  | Rüdiger Selig (GER)       | 109e               |
| Directeur sportif : Steffen Radochla |                           |                    |

| Mitchelton-Scott MTS               | Mitchelton-Scott MTS      | Mitchelton-Scott MTS |
| ---------------------------------- | ------------------------- | -------------------- |
| Num                                | Coureur                   | Pos                  |
| 161                                | Mathew Hayman (AUS)       | 100e                 |
| 162                                | Jack Bauer (NZL)          | 64e                  |
| 163                                | Luke Durbridge (AUS)      | 31e                  |
| 164                                | Michael Hepburn (AUS)     | 104e                 |
| 165                                | Sam Bewley (NZL)          | AB                   |
| 166                                | Luka Mezgec (SLO)         | 65e                  |
| 167                                | Alexander Edmondson (AUS) | 84e                  |
| Directeur sportif : Matthew Wilson |                           |                      |

| Verandas Willems-Crelan VWC         | Verandas Willems-Crelan VWC | Verandas Willems-Crelan VWC |
| ----------------------------------- | --------------------------- | --------------------------- |
| Num                                 | Coureur                     | Pos                         |
| 171                                 | Wout van Aert (BEL)         | 83e                         |
| 172                                 | Stijn Devolder (BEL)        | AB                          |
| 173                                 | Sean De Bie (BEL)           | AB                          |
| 174                                 | Stijn Steels (BEL)          | 97e                         |
| 175                                 | Aidis Kruopis (LTU)         | AB                          |
| 176                                 | Huub Duyn (NED)             | AB                          |
| 177                                 | Zico Waeytens (BEL)         | 113e                        |
| Directeur sportif : Michiel Elijzen |                             |                             |

| Wanty-Groupe Gobert WGG                      | Wanty-Groupe Gobert WGG        | Wanty-Groupe Gobert WGG |
| -------------------------------------------- | ------------------------------ | ----------------------- |
| Num                                          | Coureur                        | Pos                     |
| 181                                          | Guillaume Van Keirsbulck (BEL) | 62e                     |
| 182                                          | Frederik Backaert (BEL)        | 51e                     |
| 183                                          | Tom Devriendt (BEL)            | AB                      |
| 184                                          | Yoann Offredo (FRA)            | 108e                    |
| 185                                          | Dion Smith (NZL)               | 71e                     |
| 186                                          | Wesley Kreder (NED)            | 107e                    |
| 187                                          | Pieter Vanspeybrouck (BEL)     | AB                      |
| Directeur sportif : Hilaire Van der Schueren |                                |                         |

| Direct Énergie DEN                    | Direct Énergie DEN     | Direct Énergie DEN |
| ------------------------------------- | ---------------------- | ------------------ |
| Num                                   | Coureur                | Pos                |
| 191                                   | Sylvain Chavanel (FRA) | 72e                |
| 192                                   | Romain Cardis (FRA)    | 88e                |
| 193                                   | Damien Gaudin (FRA)    | AB                 |
| 194                                   | Yohann Gène (FRA)      | AB                 |
| 195                                   | Adrien Petit (FRA)     | 74e                |
| 196                                   | Alexandre Pichot (FRA) | 92e                |
| 197                                   | Simon Sellier (FRA)    | AB                 |
| Directeur sportif : Dominique Arnould |                        |                    |

| Cofidis COF                        | Cofidis COF               | Cofidis COF |
| ---------------------------------- | ------------------------- | ----------- |
| Num                                | Coureur                   | Pos         |
| 201                                | Christophe Laporte (FRA)  | 16e         |
| 202                                | Geoffrey Soupe (FRA)      | AB          |
| 203                                | Loïc Chetout (FRA)        | 102e        |
| 204                                | Cyril Lemoine (FRA)       | 94e         |
| 205                                | Bert Van Lerberghe (BEL)  | 28e         |
| 206                                | Michael Van Staeyen (BEL) | AB          |
| 207                                | Kenneth Vanbilsen (BEL)   | 45e         |
| Directeur sportif : Alain Deloeuil |                           |             |

| Aqua Blue Sport ABS                | Aqua Blue Sport ABS     | Aqua Blue Sport ABS |
| ---------------------------------- | ----------------------- | ------------------- |
| Num                                | Coureur                 | Pos                 |
| 211                                | Adam Blythe (GBR)       | AB                  |
| 212                                | Shane Archbold (NZL)    | AB                  |
| 213                                | Conor Dunne (IRL)       | AB                  |
| 214                                | Andrew Fenn (GBR)       | AB                  |
| 215                                | Casper Pedersen (DEN)   | 90e                 |
| 216                                | Peter Koning (NED)      | AB                  |
| 217                                | Matthew Brammeier (IRL) | AB                  |
| Directeur sportif : Bob De Cnodder |                         |                     |

| Sport Vlaanderen-Baloise SVB       | Sport Vlaanderen-Baloise SVB | Sport Vlaanderen-Baloise SVB |
| ---------------------------------- | ---------------------------- | ---------------------------- |
| Num                                | Coureur                      | Pos                          |
| 221                                | Piet Allegaert (BEL)         | 26e                          |
| 222                                | Aimé De Gendt (BEL)          | 85e                          |
| 223                                | Maxime Farazijn (BEL)        | 46e                          |
| 224                                | Milan Menten (BEL)           | 89e                          |
| 225                                | Christophe Noppe (BEL)       | 20e                          |
| 226                                | Jonas Rickaert (BEL)         | 33e                          |
| 227                                | Aaron Verwilst (BEL)         | AB                           |
| Directeur sportif : Hans De Clercq |                              |                              |

| WB-Aqua Protect-Veranclassic WVA     | WB-Aqua Protect-Veranclassic WVA | WB-Aqua Protect-Veranclassic WVA |
| ------------------------------------ | -------------------------------- | -------------------------------- |
| Num                                  | Coureur                          | Pos                              |
| 231                                  | Alex Kirsch (LUX)                | AB                               |
| 232                                  | Kenny Dehaes (BEL)               | AB                               |
| 233                                  | Julien Stassen (BEL)             | AB                               |
| 234                                  | Justin Jules (FRA)               | 39e                              |
| 235                                  | Jimmy Duquennoy (BEL)            | AB                               |
| 236                                  | Lukas Spengler (SUI)             | 52e                              |
| 237                                  | Maxime Vantomme (BEL)            | 69e                              |
| Directeur sportif : Thierry Marichal |                                  |                                  |

| Israel Cycling Academy ICA          | Israel Cycling Academy ICA | Israel Cycling Academy ICA |
| ----------------------------------- | -------------------------- | -------------------------- |
| Num                                 | Coureur                    | Pos                        |
| 241                                 | Benjamin Perry (CAN)       | 112e                       |
| 242                                 | Guillaume Boivin (CAN)     | 87e                        |
| 243                                 | Aviv Yechezkel (ISR)       | AB                         |
| 244                                 | August Jensen (NOR)        | 50e                        |
| 245                                 | Dennis van Winden (NED)    | 103e                       |
| 246                                 | Guy Sagiv (ISR)            | AB                         |
| 247                                 | Hamish Schreurs (NZL)      | AB                         |
| Directeur sportif : Kjell Carlström |                            |                            |